# May I be happy forever/FLY
「May I be happy forever／FLY」（メイ・アイ・ビー・ハッピー・フォーエバー）は、LIVの3枚目のシングル。

## 概要
唯一の両A面シングル。当初は「FLY／May I be happy forever」としてリリースしたが、4月1日出荷分は表題曲2曲の順番を入れ替えただけであり、現在の「May I be happy forever／FLY」というシングルタイトルとなった。「FLY」はカプコンから発売されたPlayStation 2専用ソフト『カオス レギオン』テーマ・ソング。初回盤は「FLY」のビデオ・クリップを収録、通常盤はCDエクストラ方式になっている。

## 収録曲
1. FLY
作詞：押尾学　作曲：南徹　編曲：南徹・押尾学
2. May I happy forever
作詞：押尾学　作曲：南徹　編曲：南徹・押尾学
3. Thinking of you
作詞：押尾学　作曲：押尾学・Junichi Kamei　編曲：南徹・押尾学

### 4月1日出荷分
1. May I happy forever
2. FLY
3. Thinking of you